# Christopher Rappe
Christopher Johan Rappe, född 9 oktober 1843 i Ålems församling, Kalmar län, död där 20 juni 1930, var en svensk friherre, godsägare och riksdagsman.

## Biografi
Rappe studerade vid Lunds universitet och Tyskland och genomgick därefter Ryssbylunds lantbruksskola. Han var ordförande i Kalmar läns södra hushållningssällskap 1885–1911. Rappe var även ordförande i styrelsen för Kalmar läns lantbruksskola vid Applerum 1885 och ordförande i styrelsen för kemiska stationen i Kalmar samma år.  Han var vidare ordförande i styrelsen för frökontrollanstalten i Kalmar 1887 och ordförande i Kalmar läns södra hushållningssällskap. Under åren 1898–1906 var Rappe ordförande i Kalmar läns södra landsting. Han var ledamot av riksdagens första kammare 1902–1906 och ordförande i skogsvårdsstyrelsen inom Kalmar läns södra landstingsområde 1903–1907. 
År 1872 köpte Rappe Ryssbylund i Ryssby socken, Kalmar län och under de följande åren köpte han även Mossberga, Hässlehult och Söregärde, alla i nämnda socken samt Stora Vångerslätt i Åby socken, Kalmar län, vilket allt han innehade till 1911. 
Efter faderns död 1886 ärvde Rappe Strömsrum med de underlydande gårdarna Torsrunne, Idhult och Ristomta i Ålems socken. År 1928 sålde han Ristomta till sin son Carl Adolf och sin dotter Emmy Ulrika.

## Utmärkelser
- Riddare av Nordstjärneorden, 1886
- Ledamot av Lantbruksakademien, 1893
- Kommendör av Vasaorden, andra klassen, 1893
- Kalmar läns södra hushållningssällskaps stora guldmedalj, 1911
- Hedersledamot i Kalmar läns södra hushållningssällskap, 1912
- Kommendör av Vasaorden, första klassen, 1924

## Familj
Rappe var son till godsägaren Adolph Fredrik Rappe och bror till August Rappe och Emmy Rappe. 
Rappe gifte sig 1873 i Stockholm med Hedvig Ulrika (Ulla) Ribbing (1851– 1911), dotter av kammarherren Gustaf Edvard Ribbing, och Hedvig Maria Ribbing.
Christopher och Ulla Rappe hade tillsammans 13 barn, bl.a. dottern Hedvig (1877–1906) som var gift med biskopen i Kalmar stift Henry William Tottie (1860–1900).